# Cape Sable
Cape Sable – przylądek (cape), najbardziej na południe wysunięta część w kanadyjskiej prowincji Nowa Szkocja (43°23′26″ N, 65°37′17″ W), na wyspie Cape Sable Island; nazwa urzędowo zatwierdzona 2 lipca 1953. Nazwa przylądka, która pojawiła się na mapach Samuela de Champlaina z początku XVII w. (w formie Cap de Sable), jest późniejsza niż wcześniejsze o pół wieku miano wyspy Cape Sable Island widoczne na mapie Lopo Homema, ale pochodzi od tego samego francuskiego określenia piasku – sable, nadanego podczas wyprawy Pierre’a du Gua de Monsa, od 1861 znajduje się tu latarnia morska.